# 黄石口镇
黄石口镇，是中华人民共和国河北省保定市唐县下辖的一个乡镇级行政单位。原为黄石口乡，2022年12月27日撤乡设镇。

## 行政区划
黄石口镇下辖以下地区：
黄石口村、茶叶庄村、岭北村、芦苇村、河北村、山南庄村、鹤玉口村、富家峪村、五家会村、岳家台村、周家堡村、司里村、河暖村、唐河西村、聂家台村、花塔村、北沟村、三道河村、北当村、五家角村、苑家会村和后七峪村。